# Marc Pinte
Marc Pinte (2 september 1958) is een Belgisch radiopresentator.

## Biografie
Tijdens zijn studietijd was Marc Pinte een gewaardeerd hopman van de Diependaalse Scouts en Gidsen. Pinte startte na lesopdrachten aan het Heilige Drievuldigheid college Leuven op de Vlaamse openbare omroep VRT en wel bij Studio Brussel, waar hij onder andere De Afrekening presenteerde. In maart 1992 kwam hij bij Radio Donna terecht, waar hij het programma De Donnateur presenteerde tot in 2007 het radiostation volledig werd gereorganiseerd. Operationeel was hij onderdirecteur.
Na het stopzetten van Radio Donna ging Pinte voor Radio 2  werken; hij presenteert daar soms het programma De Topcollectie, hij was ook regelmatig te horen in het programma De Blauwe Maan en Hitwinkel. Sinds 2014 had hij op zondagnamiddag een eigen programma op Radio 2: Tussen Pot en Pinte. Op zaterdag was hij regelmatig te horen tijdens De Popcollectie. In de zomer is hij een van de presentatoren van Zomertijd en Zot veel zomerhits. Vanaf het najaar van 2020 werd Pinte een van de stemmen van het nieuwe avondprogramma Radio2 Unwind, elke maandag tot donderdag van 20 tot 23 uur. Vanaf het najaar van 2021 was dat enkel nog op maandag.
Als presentator vertolkte hij in de jaren tachtig in Leuven de rol van "Bomma" in het programma Bomma bakt ze bruin, op Radio Scorpio. Pinte was ook actief bij Radio Sinjaal en de VRD (Vrije Radio Diependaal).
Na zijn radiocarrière stapte hij in de lokale politiek. Hij ging voor de lokale verkiezingen van 2024 op de Leuvense CD&V-lijst staan, maar raakte niet verkozen. In Leuven was hij eerder al medeorganisator van de Leuvense Kerstmarkt en Leuven Zingt.
Huidig (anno 2022):
Luc Appermont · Cara Cobbaert · Anja Daems · Sandra Deakin · Karolien Debecker · Kim Debrie · Peter De Groot · Lars De Groote · Guy De Pré · Chris Dusauchoit · Dirk Ghijs · Peter Hermans · Wouter Landuyt · Filip Ledaine · Daan Masset · Caren Meynen · Sven Pichal · Marc Pinte · Harald Scheerlinck · Siska Schoeters · Benjamien Schollaert · Showbizz Bart · Sharon Slegers · Jo Van Damme · Niels Vandeloo · Sonny Vanderheyden · Cathérine Vandoorne · Christel Van Dyck · Ruben Van Gucht · Iris Van Hoof · Vanessa Vanhove · Britt Van Marsenille · David Van Ooteghem · Peter Verhulst · Dirk Vlaeyen · Pascal Vranckx · Albrecht Wauters
Voormalig:
Luk Alloo · Johan Anthierens · Nand Baert · Erik Baeyens · Wim Bary · Jos Baudewijn · Flor Berckenbosch · Marcel Beerten · Wilfried Bertels · Marc Brillouet · Els Broeckmans · Fred Brouwers · Edwin Brys · Ro Burms · Walter Capiau · Annemie Coppieters · Harry Creemers · Karel Daerden · Christoff · Conny De Boos · Hein Decaluwé · Jessie De Caluwe · Jo met de Banjo · Gust De Coster · Martin De Jonghe · Paula De Meulder · Els De Vuyst · Frank Dingenen · Michel Follet · Jacky Geerts · Jos Ghysen · Margriet Hermans · Irene Houben · Michel Ilsen · Rita Jaenen · Chris Jonckers · Tante Kaat · Luk de Laat · Jo Leemans · Leki · Kathy Lindekens · Kris Luyten · Micha Marah · Betty Mellaerts · Kaat Mendonck · Freek Neirynck · Line Ooms · Sven Ornelis · Katrien Palmers · Gerard Pollet · Julien Put · Hugo Raspoet · Niko Reynaert · Luk Saffloer · Karel Segers · Lennart Segers · Lutgart Simoens · Rudi Sinia · Dirk Somers · Dré Steemans · Jan Theys · Gene Thomas · Wiet Van Broeckhoven · Marc Van den Hoof · Dieter Vandepitte · Karin Van den Berghe · Thomas Van der Spiegel · Kurt Van Eeghem · Wim Van Gansbeke · Els Van Herzeele · Ilse Van Hoecke · Bert Van Molle · Jan Van Rompaey · Paula Van Wilder · Louis Verbeeck · Karel Vereertbruggen · Herwig Verhovert · Luc Verschueren · Johan Verstreken · Tom Vossen · Eddy Wally · Niels William · Edwin Ysebaert · Zaki
Laatste (per 2 januari 2009):
Joyce Beullens · Tom De Cock · Sebastian Decrop · Evy Gruyaert · Johan Henneman · Mark Heyninck · Anneleen Liégeois · Kris Luyten · Caren Meynen · Dave Peters · Marc Pinte · Thibaut Renard · Ann Reymen · Ben Roelants · Benjamien Schollaert · Elias Smekens · Stijn Smets · Lotte Stevens · Ann Van Elsen · Brecht Vanmeirhaeghe · Sofie Van Moll · David Van Ooteghem
Geschiedenis (1992–2009):
Jan Bosman · Ben Crabbé · Dominique Crommen · Erwin Deckers · Steve De Coninck-De Boeck · Kevin De Geest · Leen Demaré · Bart De Prez · Margot Derycke · Marc Deschuyter · Els Ermens · Michel Follet · Anne Gies · Jeroen Gorus · Walter Grootaers · Kristof Hayen · Geert Hoste · Mark Lefever · Kristien Maes · Kris Mannaerts · Luc Mertens · Johan Notenbaert · Sven Ornelis · Jaak Pijpen · Alexandra Potvin · Katja Retsin · Fien Sabbe · Bart Saerens · Mieke Scheldeman · Cara Van der Auwera · Iris Van Impe · Birgit Van Mol · Rob Vanoudenhoven · Evert Venema · Sofie Verbruggen · Ronald Verhaegen · Peter Verhulst · Jean Vijdt · Robin Vissenaekens · Albrecht Wauters · Niels William · Yasmine